# Ivan VI. Frankapan
Ivan VI. Frankapan, poznat i kao Anž Frankapan (lat. Johannes de Frangepanibus; šved. Johan Vale ili Johann Valle) (?, prije 1410. – ?, potkraj prosinca 1436.), bio je hrvatski velikaš, hrvatsko-dalmatinski ban, danski vitez i dvorski namjesnik u Švedskoj.
Rodio se kao najstariji sin krčkog kneza Nikole IV. Godine 1410. zaručio se s Katarinom, kćeri kneza Ivaniša Nelipčića, koji ga je 1411. godine posinio, jer nije imao muških potomaka. Nakon Ivanovog vjenčanja s Katarinom 1416. godine, Frankapani su postali najmoćnijom velikaškom obitelji u hrvatskim zemljama.
U ljeto 1424. godine Ivan se, posredovanjem danskoga kralja Erika VII., izmirio s Fridrikom II. Celjskim, optuženim za ubojstvo svoje supruge Elizabete Frankapan, da bi dvije godine kasnije otišao u Dansku kralju Eriku VII., koji je Ivana proglasio vitezom, dao mu leno te ga postavio upraviteljem dvaju kraljevskih gradova i dvorskim namjesnikom u Švedskoj. Tijekom ustanka Šveđana protiv danskoga kralja 1433. – 1434. godine, Ivan VI. je izgubio povjerene gradove i vratio se u domovinu.
Godine 1434. kralj Žigmund proglasio je Ivana i njegova brata Stjepana III./II. hrvatsko-dalmatinskim banovima. U raspodjeli vlastelinstava nakon očeve smrti, Ivan je prepustio bratu Stjepanu III./II. Senj, Modruš i Bihać, a sam je češće boravio u Klisu, Omišu i Sinju. Ivanovi odnosi s kraljem Žigmundom sve su se više pogoršavali, a kralj je u drugoj pol. 1435. tražio od Ivana da mu ustupi baštinu Nelipčića. Nakon što ban Ivan na to nije htio pristati, kralj ga je 1436. proglasio odmetnikom, lišio banske časti, koju je dodijelio Matku Talovcu, i poveo protiv njega rat. Tu promjenu Ivan nije prihvaćao nego se i dalje potpisivao kao ban Hrvatske i Dalmacije i knez krčki, modruški, cetinski i kliški. Potkraj listopada 1436. boravio je u Klisu i nastojao se mletačkim posredovanjem izmiriti s kraljem Žigmundom, ali izmirenje nije dočekao, jer je uskoro umro.